# Norin
 Ovo je glavno značenje pojma Norin. Za tvrđavu kod Nikšića, u Crnoj Gori pogledajte Norin (tvrđava).
Norin je rijeka, desna pritoka rijeke Neretve u Hrvatskoj.

## Opis
Rijeka Norin, lokalno zvana i Norilj, cijelom svojom dužinom teče širim područjem grada Metkovića, te predstavlja dio njegove administrativne granice s općinom Kula Norinska na zapadu. Izvire u malom izvorskom jezeru u metkovskom prigradskom naselju Prud na prijelazu krša u močvarno područje delte Neretve, a u rijeku Neretvu se ulijeva nedaleko naselja Kula Norinska. Rijeka je toliko obilata vodom da je cijelim svojim tokom čitavu godinu plovna barkama od dvije do tri tone, a iz izvora Norina vodom se opskrbljuje i suvremeni regionalni vodovod "Neretva-Pelješac-Korčula-Lastovo-Mljet".

## Zanimljivosti
- Ime Norin je ilirskog podrijetla. On je protjecao kroz antičku Naronu po kojemu je taj grad i dobio ime. Iako je rimska Narona nestala, ime Norin sačuvalo se do danas. Najstariji pisani dokument u kojem se spominje Norin potječe iz 1397. godine: "alo poreco de Norin".

- Smatra se da je u antičko doba tijek Norina morao biti drugačiji. To je uočljivo u njegovu koritu u kojem leže krupni ostaci zidina Narone, koji se jasno vide prilikom vožnje pojedinim njegovim dijelovima. Norin se vjerojatno nekoć ulijevao u Neretvu već poviše Narone, bliže današnjem Metkoviću, i tek je kasnije zauzeo sadašnje korito, jedno napušteno krilo Neretve.[1]

- Prema rijeci Norin ime nosi utvrda Kula Norinska, a prema utvrdi naselje i općina Kula Norinska.

- U rijeci Norin poznat je lov na žabe i jegulje, posebice je bogat jesenski lov kad jegulja putuje u more. Norinom su oduvijek plovili stari pučki čamci: trupice i lađe. Svaka obitelj nastanjena uz Norin imala je trupicu, a gdje se zemlja više obrađivala ili čuvala stoka, i lađu.

- Norin je danas početna točka brojnih izletničkih programa i foto-safarija kojima se posebno naglašava ljepota i vrijednost Norina je u čistoći njegove vode i raskoši prirodnih bioraznolikosti koje treba očuvati, zaštititi izvornu prirodu i iskonsku ljepotu, uz obilazak arheoloških lokaliteta i kulturno povijesnih znamenitosti.